# Karel Van Isacker
Karel Van Isacker S.J. (Mechelen, 26 juni 1913 - Niel-bij-As, 25 augustus 2010) was een Belgisch Vlaamsgezinde jezuïet, priester en historicus.

## Biografie
Karel Van Isacker was de zoon van Philip Van Isacker en de broer van Frans Van Isacker. Hij volgde de humaniora bij de jezuïeten in Aalst, volgde rechtenstudies in Namen en trad in 1933 toe tot de jezuïetenorde. Naast filosofie en theologie studeerde hij vanaf 1941 geschiedenis aan de Katholieke Universiteit Leuven, en op 24 augustus 1945 werd hij priester gewijd.
Begin 1949 werd hij medewerker en kort daarna hoofdredacteur van het in 1948 opgerichte jezuïetenweekblad De Vlaamse Linie (van september 1949 tot juni 1950). Onder zijn invloed legde het blad minder de nadruk op strijdend katholicisme maar op openheid en op Vlaamsgezindheid, met onder meer aandacht voor het repressievraagstuk - dat gebeurde onder meer door het aantrekken van Vlaams-nationalistische medewerkers en/of ex-collaborateurs zoals Lode Claes, later VU-senator. Ook Victor Leemans, later CVP-senator en Arthur de Bruyne, leraar, publicist en later medewerker bij Oostpriesterhulp werkten mee aan de Vlaamse Linie, hoewel het niet duidelijk is of ze hiervoor door Van Isacker, dan wel door zijn voorganger of zijn opvolger werden aangeworven. Hij werd al in juni 1950 opgevolgd door zijn ordegenoot Albert Van den Daele, die dezelfde redactionele lijnen doortrok.
Hij begon in september 1950 aan een universitaire loopbaan en werd docent hedendaagse geschiedenis en Belgische geschiedenis aan de toenmalige Handelshogeschool St.-Ignatius. In 1954 promoveerde hij in Leuven tot doctor in de Wijsbegeerte en Letteren, afdeling Moderne Geschiedenis, op het proefschrift "Werkelijk en Wettelijk land. De katholieke opinie tegenover de rechterzijde, 1863-1884". Vanaf 1965 tot aan zijn emeritaat in 1983 was hij gewoon hoogleraar aan de Ufsia, nu Universiteit Antwerpen.
Het tweedelige Mijn land in de kering geeft een subjectieve essayistisch opgevatte sociale geschiedenis van het Vlaamse volk in de jaren 1830-1980. Daarnaast was hij een van de hoofdredacteuren van de vijftiendelige geschiedkundige encyclopedie Twintig eeuwen Vlaanderen.
Hij overleed op 97-jarige leeftijd, de dag na de feestelijke viering van de 65ste verjaardag van zijn priesterwijding. Zelf was hij al te ziek om aan deze viering deel te nemen.

## Irma Laplasse
Hij verwierf vooral bekendheid door meer dan twintig jaar te ijveren voor de herziening van het proces van Irma Laplasse. Laplasse heeft tijdens de Tweede Wereldoorlog verzetsleden verklikt die haar zoon hadden ontvoerd. Laplasse stierf op 30 mei 1945 voor het vuurpeloton.
Door de niet aflatende actie van Karel Van Isacker kwam er in 1995 een herziening van het proces. Irma Laplasse werd echter andermaal schuldig bevonden wegens verklikking en in 1995 (postuum) veroordeeld tot levenslange gevangenisstraf.

## De post-conciliaire kerk
Van Isacker analyseerde de malaise in de Rooms-Katholieke Kerk van de tweede helft van de 20e eeuw als voortkomende uit haar "bezetenheid" zich aan te passen aan de moderne wereld, zonder zich af te vragen waar die moderne wereld eigenlijk voor staat.
In 1989 schreef hij een pleidooi voor de voorconciliaire Tridentijnse Liturgie: Ontwijding. In Niel-bij-As bouwde hij een grote stal en boerderij om tot de Sint-Michaëlskapel en sindsdien celebreerde hij er dagelijks de Mis in het Latijn en volgens de oude ritus.

## Ecologie
Ook op een ander vlak was Van Isacker conservatief te noemen, hoewel hij het zelf als progressief zou omschreven hebben. Hij verzette zich namelijk tegen de onteigening van de polders voor de uitbreiding van de Antwerpse haven. Dit kwam onder andere tot uiting in zijn pamflet Het land van de dwazen, waarin hij betoogde hoe de milieuvervuiling ook het geestelijk leven van de mens beïnvloedt. Later kwam hij nog in het nieuws als een van de peters van het Actiecomité Doel 2020.

## Oeuvre
- Werkelijk en wettelijk land, 1954.
- Het Daensisme, 1959.
- Meesters en huurlingen, 1963.
- De Antwerpse dokwerker 1830 - 1940, De Nederlandsche Boekhandel, 1963. Bekroond met de Lode Baekelmansprijs 1964.
- De Internationale te Antwerpen 1867-1877, De Nederlandsche Boekhandel, 1964.
- Afscheid van de havenarbeider 1944-1966, 1967.
- Herderlijke brieven over politiek 1830-1966, 1969.
- Irma Laplasse, stukken voor een dossier, 1970.
- Het dossier Irma Laplasse: Kritiek van een repressie-dossier, 1971.
- Het land van de dwazen, De Nederlandsche Boekhandel, 1971.
- Mijn land in de kering (1830-1980), De Nederlandsche Boekhandel
  - Deel I. Een ouderwetse wereld (1830-1914), 1978.
  - Deel II. De enge ruimte (1914-1980), 1983.
- Ontwijding, Davidsfonds, Leuven, 1989.